# Nikołaj Michajłow (piłkarz)
Nikołaj Borisławow Michajłow (bułg. Николай Бориславов Михайлов; ur. 28 czerwca 1988 w Sofii) – bułgarski piłkarz, występujący na pozycji bramkarza.
Jako nastolatek był rezerwowym zawodnikiem Lewskiego Sofia, który prowadzony przez trenera Stanimira Stoiłowa zdobył w latach 2004–2007 dwa tytuły mistrza, dwa Puchary Bułgarii, a także dotarł do ćwierćfinału Pucharu UEFA oraz – jako pierwszy zespół z tego kraju – wystąpił w Lidze Mistrzów.
W wieku dziewiętnastu lat został kupiony przez Liverpool FC, jednak ze względu na dużą konkurencję i problemy z podjęciem pracy na rynku brytyjskim klub wypożyczył go do FC Twente. Mimo iż przez pierwsze dwa sezony był tylko zmiennikiem bardziej doświadczonego Sandera Boschkera, trafił na jeden z najlepszych okresów w historii tej drużyny: zdobył z nią pierwsze mistrzostwo kraju, a także dwa wicemistrzostwa, Puchar i Superpuchar Holandii. Miejsce w jedenastce Twente wywalczył dopiero w sezonie 2010–2011.
W tym samym czasie został także podstawowym zawodnikiem reprezentacji Bułgarii. Przegrał z nią eliminacje do Euro 2012.
W 2011 został wybrany na najlepszego piłkarza w Bułgarii; jest pierwszym bramkarzem, który otrzymał tę nagrodę od 1986, kiedy trafiła ona do jego ojca, Borisława Michajłowa, reprezentanta kraju w latach 1983–1998 i kapitana w czasie Mundialu 1994 (IV miejsce). Także dziadek Nikołaja – Biser Michajłow – był w latach 60. i 70. bramkarzem.

## Kariera klubowa

### 2004–2007: Lewski Sofia

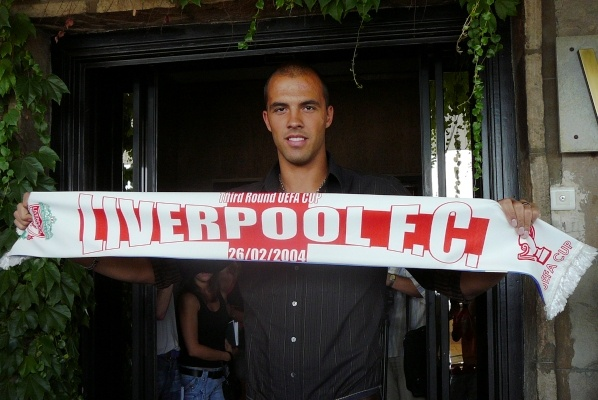
Przed wyjazdem do Liverpoolu, Sofia 2007

Jest wychowankiem Lewskiego Sofia, gdzie przez trzy lata był zmiennikiem Georgi Petkowa. Z Lewskim – jako rezerwowy – zdobył dwa tytuły mistrza kraju, dotarł do ćwierćfinału Pucharu UEFA oraz wystąpił w Lidze Mistrzów. W tych ostatnich rozgrywkach zagrał tylko w jednym meczu, w którym zresztą przepuścił trzy gole i strzelił bramkę samobójczą.
W czerwcu 2007 był bliski podpisania kontraktu z ACF Fiorentiną, jednak w ostatniej chwili z propozycją transferu wystąpił Liverpool FC. Dziewiętnastoletni Bułgar niedługo potem dołączył do tego klubu, jednakże jego władze w tym samym czasie sprowadziły z RC Lens Francuza Charles’a Itandje. Michajłow, mający problemy z uzyskaniem brytyjskiego świadectwa pracy, a także świadomy, że w Liverpoolu najprawdopodobniej byłby dopiero czwartym bramkarzem (za José Reiną, Itandje i Scottem Carsonem), zdecydował się w sierpniu tego samego roku wyjechać na dwuletnie wypożyczenie do holenderskiego FC Twente.

### od 2007: FC Twente

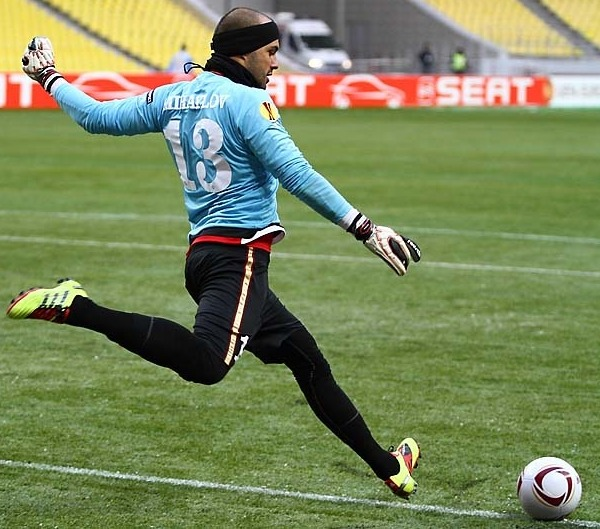
Michajłow w barwach Twente, 2011

W zespole z Enschede także był rezerwowym, dla doświadczonego Sandera Boschkera. Po raz pierwszy zagrał dopiero w sierpniu 2008. W meczu trzeciej rundy eliminacji do Ligi Mistrzów Twente z Michajłowem w składzie uległo 0:4 Arsenalowi Londyn. W Eredivisie Bułgar pierwszy raz wystąpił kilka dni później, przeciw Rodzie JC Kerkrade (1:1). W sezonie 2008–2009 klub, prowadzony przez Anglika Steve’a McClarena, zdobył wicemistrzostwo, zaś rok później – pierwsze w historii mistrzostwo oraz Superpuchar kraju. Michajłow grał jednak sporadycznie, jego konkurent Boschker notował bardzo dobre występy, dzięki którym w wieku czterdziestu lat zadebiutował w barwach reprezentacji Holandii i pierwszy raz w długiej karierze pojechał na mistrzostwa świata.
Bułgarowi zaufał dopiero następca McClarena, Michel Preud’homme. W lutym 2010 Michajłow został kupiony przez Twente za 1,5 miliona funtów, dzięki czemu został najdroższym bułgarskim bramkarzem w historii. Od tego czasu regularnie występuje w pierwszej jedenastce. Grał w bramce Twente, gdy klub w sezonie 2010–2011 zdobył wicemistrzostwo i wywalczył trzeci w historii (pierwszy od dziesięciu lat) Puchar Holandii. Ponadto udanie zaprezentował się w europejskich pucharach: po wyeliminowaniu m.in. Zenitu Petersburg i Rubinu Kazań dotarł do ćwierćfinału Ligi Europy. Przegrał dopiero (1:5 i 1:3) z Villarreal CF.
Bardzo dobre występy w lidze holenderskiej zaowocowały nie tylko tytułem dla najlepszego piłkarza w Bułgarii w 2011, ale także prasowymi informacjami o możliwym transferze do innego klubu (m.in. do Fulham FC, Everton FC i AC Fiorentina latem 2013). W 2013 roku został zawodnikiem Hellasu Werona. W latach 2014–2017 grał w Mersin İdman Yurdu, a w latach 2017-2018 w Omonii Nikozja. W 2018 roku wrócił do Lewskiego.

## Kariera reprezentacyjna
| Wszystkie mecze w kadrze | Wszystkie mecze w kadrze | Wszystkie mecze w kadrze | Wszystkie mecze w kadrze | Wszystkie mecze w kadrze |                |         |                   |                   |
| Nr                       | Data                     | Miejsce                  | Przeciwnik               | Wynik                    | Puszczone gole | Gry     | Rozgrywki         | Selekcjoner       |
| ------------------------ | ------------------------ | ------------------------ | ------------------------ | ------------------------ | -------------- | ------- | ----------------- | ----------------- |
| 1.                       | 11.05.2006               | Kobe, Japonia            | Szkocja                  | 1–5                      | 2              | -72 min | mecz towarzyski   | Christo Stoiczkow |
| 2.                       | 12.08.2009               | Sofia, Bułgaria          | Łotwa                    | 1–0                      | 0              | 90 min  | mecz towarzyski   | Stanimir Stoiłow  |
| 3.                       | 10.10.2009               | Larnaka, Cypr            | Cypr                     | 1–4                      | 1              | -68 min | el. MŚ 2010       | Stanimir Stoiłow  |
| 4.                       | 14.10.2009               | Sofia, Bułgaria          | Gruzja                   | 6–2                      | 2              | 90 min  | el. MŚ 2010       | Stanimir Stoiłow  |
| 5.                       | 18.11.2009               | Paola, Malta             | Malta                    | 2–1                      | 1              | 46 min  | mecz towarzyski   | Stanimir Stoiłow  |
| 6.                       | 19.05.2010               | Bruksela, Belgia         | Belgia                   | 1–2                      | 1              | 90 min  | mecz towarzyski   | Stanimir Stoiłow  |
| 7.                       | 24.05.2010               | Johannesburg, RPA        | RPA                      | 1–1                      | 1              | 90 min  | mecz towarzyski   | Stanimir Stoiłow  |
| 8.                       | 11.08.2010               | Moskwa, Rosja            | Rosja                    | 0–1                      | 1              | 90 min  | mecz towarzyski   | Stanimir Stoiłow  |
| 9.                       | 3.09.2010                | Londyn, Anglia           | Anglia                   | 0–4                      | 4              | 90 min  | el. Euro 2012     | Stanimir Stoiłow  |
| 10.                      | 7.09.2010                | Sofia, Bułgaria          | Czarnogóra               | 0–1                      | 1              | 90 min  | el. Euro 2012     | Stanimir Stoiłow  |
| 11.                      | 8.10.2010                | Cardiff, Walia           | Walia                    | 1–0                      | 0              | 90 min  | el. Euro 2012     | Lothar Matthäus   |
| 12.                      | 17.11.2010               | Sofia, Bułgaria          | Serbia                   | 0–1                      | 1              | 90 min  | mecz towarzyski   | Lothar Matthäus   |
| 13.                      | 9.02.2011                | Antalya, Turcja          | Estonia                  | 2–2                      | 1              | 70 min  | mecz towarzyski   | Lothar Matthäus   |
| 14.                      | 16.03.2011               | Sofia, Bułgaria          | Szwajcaria               | 0–0                      | 0              | 90 min  | el. Euro 2012     | Lothar Matthäus   |
| 15.                      | 4.06.2011                | Podgorica, Czarnogóra    | Czarnogóra               | 1–1                      | 1              | 90 min  | el. Euro 2012     | Lothar Matthäus   |
| 16.                      | 2.09.2011                | Sofia, Bułgaria          | Anglia                   | 0–3                      | 3              | 90 min  | el. Euro 2012     | Lothar Matthäus   |
| 17.                      | 6.09.2011                | Bazylea, Szwajcaria      | Szwajcaria               | 1–3                      | 3              | 90 min  | el. Euro 2012     | Lothar Matthäus   |
| 18.                      | 7.10.2011                | Kijów, Ukraina           | Ukraina                  | 0–3                      | 2              | 46 min  | mecz towarzyski   | Michaił Madanski  |
| 19.                      | 11.10.2011               | Sofia, Bułgaria          | Walia                    | 0–1                      | 1              | 90 min  | el. Euro 2012     | Michaił Madanski  |
| 20.                      | 29.02.2012               | Győr, Węgry              | Węgry                    | 1–1                      | 1              | 63 min  | mecz towarzyski   | Ljubosław Penew   |
| 21.                      | 15.08.2012               | Sofia, Bułgaria          | Cypr                     | 1–0                      | 0              | 61 min  | mecz towarzyski   | Ljubosław Penew   |
| 22.                      | 7.09.2012                | Sofia, Bułgaria          | Włochy                   | 2–2                      | 2              | 90 min  | el. Mundialu 2014 | Ljubosław Penew   |
| 23.                      | 11.09.2012               | Sofia, Bułgaria          | Armenia                  | 1–0                      | 0              | 90 min  | el. Mundialu 2014 | Ljubosław Penew   |
| 24.                      | 12.10.2012               | Sofia, Bułgaria          | Dania                    | 1–1                      | 1              | 90 min  | el. Mundialu 2014 | Ljubosław Penew   |
| 25.                      | 16.10.2012               | Praga, Czechy            | Czechy                   | 0–0                      | 0              | 90 min  | el. Mundialu 2014 | Ljubosław Penew   |
| 26.                      | 22.03.2013               | Sofia, Bułgaria          | Malta                    | 6–0                      | 0              | 90 min  | el. Mundialu 2014 | Ljubosław Penew   |
| 27.                      | 26.03.2013               | Kopenhaga, Dania         | Dania                    | 1–1                      | 1              | 90 min  | el. Mundialu 2014 | Ljubosław Penew   |

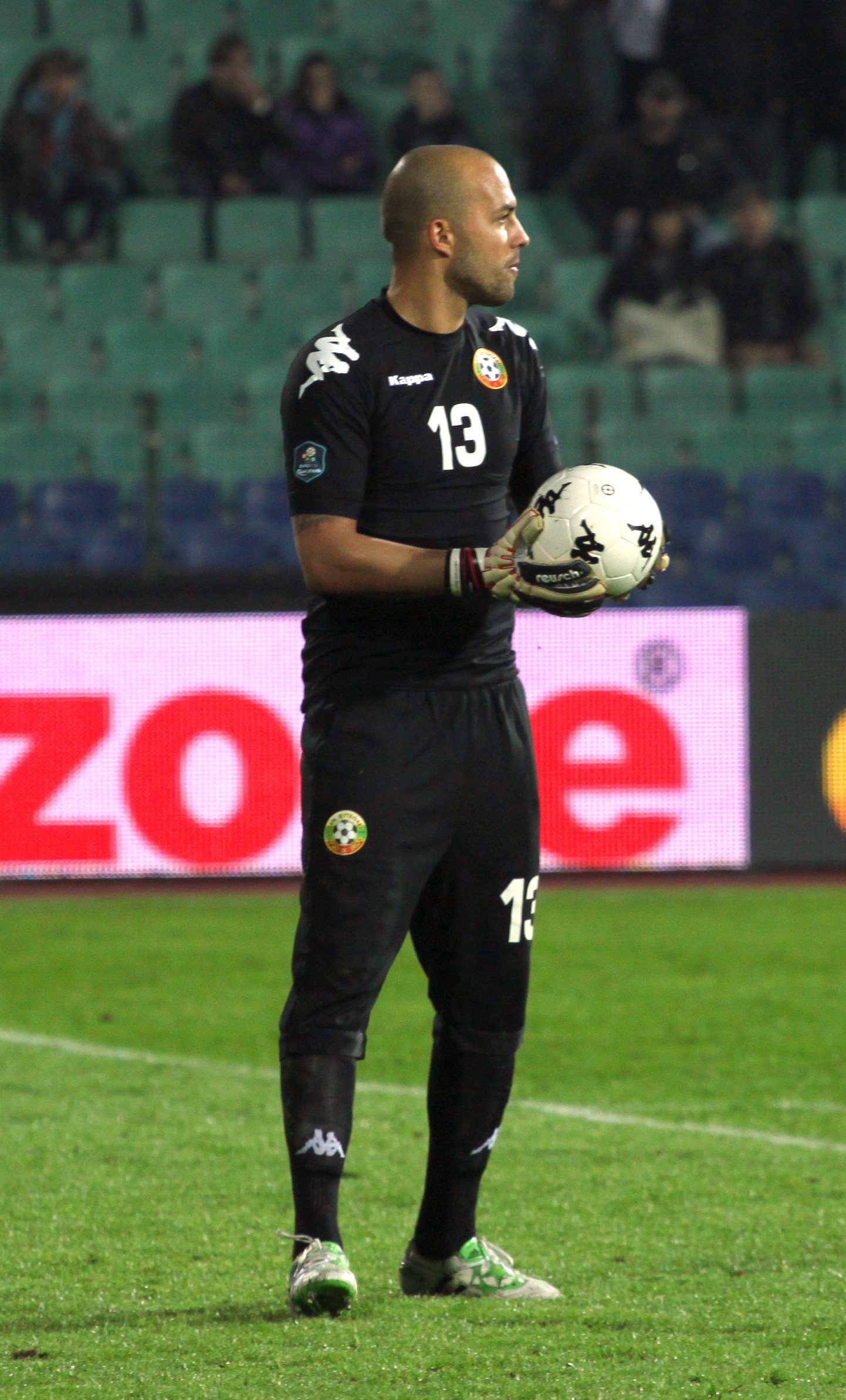
Michajłow w barwach reprezentacji Bułgarii, 2011

W reprezentacji Bułgarii zadebiutował w wieku osiemnastu lat, 11 maja 2006, w przegranym 1:5 meczu towarzyskim ze Szkocją. W 72 minucie – przy wyniku 1:3 – zmienił Stojana Kolewa. Selekcjonerem był wtedy Christo Stoiczkow.
Przez kolejne lata występował w kadrze młodzieżowej, z którą przegrywał eliminacje do Euro 2006 (przedostatnie miejsce w grupie) i Euro 2007 (porażka w barażach z Belgią 1:1 i 1:4).
Na kolejny występ w dorosłej reprezentacji musiał czekać aż trzy lata – po raz drugi zagrał w niej 12 sierpnia 2009 w towarzyskim spotkaniu z Łotwą (1:0). W tym czasie pierwszym bramkarzem był doświadczony Dimityr Iwankow, jednak najpierw jego kontuzja w dwu ostatnich meczach eliminacji do Mundialu 2010, a potem rezygnacja z gry w kadrze otworzyły młodemu Michajłowowi drogę do pierwszej jedenastki.
Grał w podstawowym składzie w nieudanych eliminacjach do Euro 2012, w których drużyna prowadzona przez Niemca Lothara Matthäusa zajęła ostatnie miejsce w grupie kwalifikacyjnej, dając się wyprzedzić m.in. Walii, Czarnogórze i Szwajcarii.

## Sukcesy piłkarskie
Kariera piłkarska
- Lewski Sofia:
  - mistrzostwo Bułgarii 2006 i 2007
  - wicemistrzostwo Bułgarii 2005
  - Puchar Bułgarii 2005 i 2007
  - ćwierćfinał Pucharu UEFA 2005–2006
  - start w Lidze Mistrzów 2006–2007
- FC Twente:
  - mistrzostwo Holandii 2010
  - wicemistrzostwo Holandii 2009 i 2011
  - Puchar Holandii 2011
  - finał Pucharu Holandii 2009
  - Superpuchar Holandii 2010 i 2011
  - ćwierćfinał Ligi Europy 2010–2011
- Indywidualne:
  - Piłkarz roku 2011 w Bułgarii